# Pluggtrattskivling
Pluggtrattskivling (Clitocybe alexandri) är en svampart som först beskrevs av Claude-Casimir Gillet, och fick sitt nu gällande namn av Claude-Casimir Gillet 1884. Pluggtrattskivling ingår i släktet Clitocybe och familjen Tricholomataceae.  Arten är reproducerande i Sverige. Inga underarter finns listade i Catalogue of Life.

## Bildgalleri

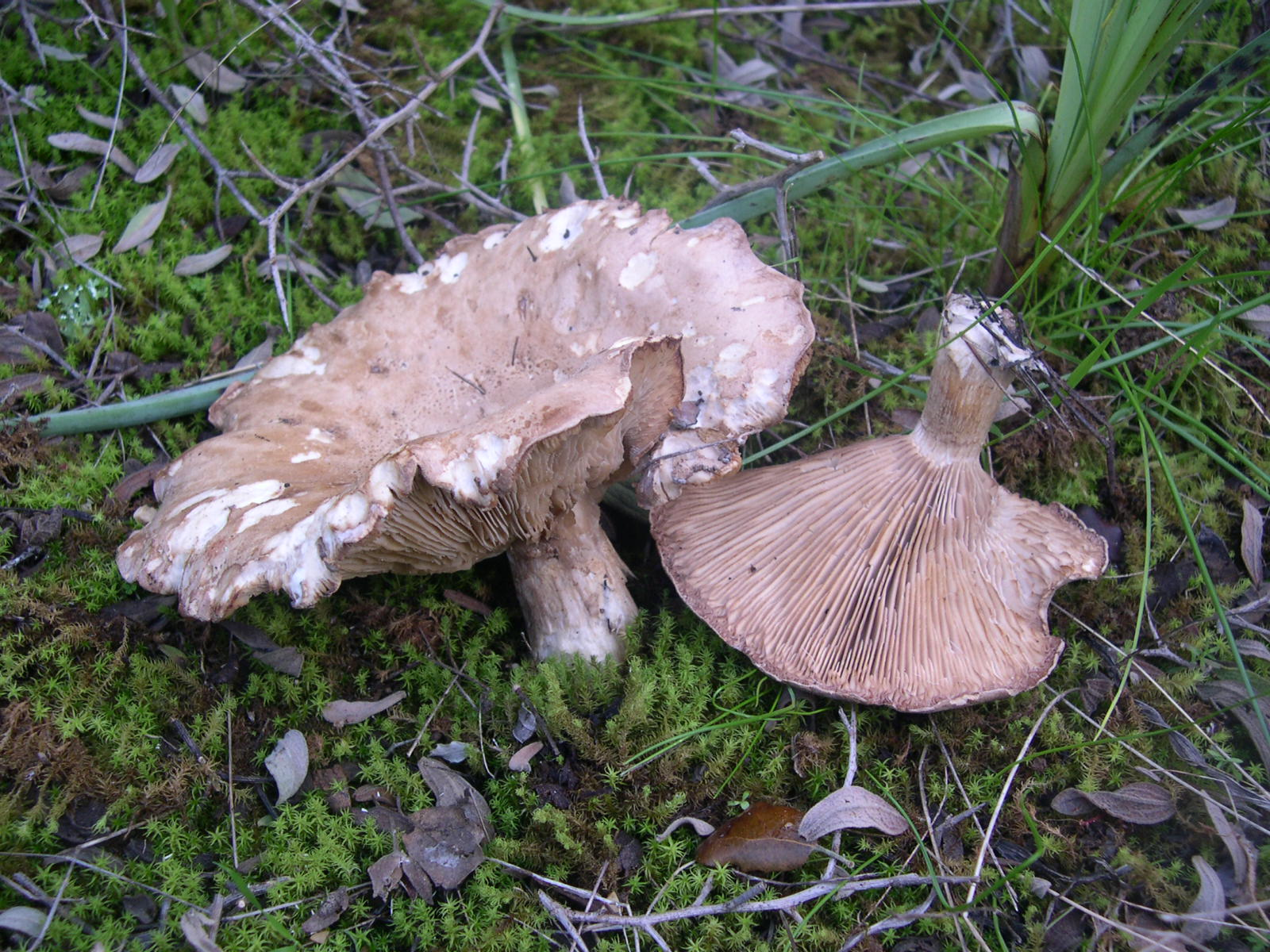